# Dreiband-Europameisterschaft der Junioren 2008

Logo CEB (ausrichtender Verband)

Die Dreiband-Europameisterschaft der Junioren 2008 war ein Turnier in der Karambolagedisziplin Dreiband und fand vom 8. bis 10. Februar in Brügge statt.

## Modus
Gespielt wurde mit 17 Teilnehmern in drei Gruppen à vier Spielern und einer Gruppe mit fünf Spielern im Round-Robin-Modus. Die beiden Gruppenbesten qualifizierten sich für das Viertelfinale. Bei Punktegleichheit zählte der direkte Vergleich. Die Partiedistanz betrug zwei Gewinnsätze à 15 Punkte.
Der Italiener Antonio Guadagnino wurde von seinem Verband ohne Qualifikationsergebnisse zu spät gemeldet. Er wurde in die Gruppe A eingeordnet. Die Ergebnisse des Gruppenfünften in dieser Gruppe wurden aber nicht für die Endtabelle gewertet.

## Qualifikation
| Abschlusstabelle Gruppe A | Abschlusstabelle Gruppe A | Abschlusstabelle Gruppe A | Abschlusstabelle Gruppe A | Abschlusstabelle Gruppe A | Abschlusstabelle Gruppe A | Abschlusstabelle Gruppe A | Abschlusstabelle Gruppe A | Abschlusstabelle Gruppe A |
| Platz                     | Name                      | PP                        | SP                        | Pkte                      | Aufn.                     | GD                        | BED                       | HS                        |
| ------------------------- | ------------------------- | ------------------------- | ------------------------- | ------------------------- | ------------------------- | ------------------------- | ------------------------- | ------------------------- |
| 1                         | Javier Palazón            | 8                         | 8:0                       | 120                       | 99                        | 1,212                     | 1,666                     | 10                        |
| 2                         | Kevin Adams               | 6                         | 6:2                       | 107                       | 170                       | 0,629                     | 0,882                     | 8                         |
| 3                         | Dennis Hoogakker          | 4                         | 4:5                       | 91                        | 186                       | 0,489                     | 0,560                     | 7                         |
| 4                         | Antonio Guadagnino        | 2                         | 3:6                       | 76                        | 187                       | 0,406                     | 0,441                     | 3                         |
| 5                         | Bryan Tempelers           | 0                         | 0:8                       | 73                        | 209                       | 0,349                     | -                         | 4                         |

| Abschlusstabelle Gruppe B | Abschlusstabelle Gruppe B | Abschlusstabelle Gruppe B | Abschlusstabelle Gruppe B | Abschlusstabelle Gruppe B | Abschlusstabelle Gruppe B | Abschlusstabelle Gruppe B | Abschlusstabelle Gruppe B | Abschlusstabelle Gruppe B |
| Platz                     | Name                      | PP                        | SP                        | Pkte                      | Aufn.                     | GD                        | BED                       | HS                        |
| ------------------------- | ------------------------- | ------------------------- | ------------------------- | ------------------------- | ------------------------- | ------------------------- | ------------------------- | ------------------------- |
| 1                         | Kenny Miatton             | 6                         | 6:2                       | 117                       | 152                       | 0,769                     | 0,843                     | 5                         |
| 2                         | Atif Güllü                | 4                         | 5:2                       | 90                        | 111                       | 0,810                     | 1,071                     | 8                         |
| 3                         | Glenn Hofman              | 2                         | 3:4                       | 87                        | 116                       | 0,750                     | 0,789                     | 6                         |
| 4                         | Vuk Brajovic              | 0                         | 0:6                       | 37                        | 109                       | 0,339                     | -                         | 3                         |

| Abschlusstabelle Gruppe C | Abschlusstabelle Gruppe C | Abschlusstabelle Gruppe C | Abschlusstabelle Gruppe C | Abschlusstabelle Gruppe C | Abschlusstabelle Gruppe C | Abschlusstabelle Gruppe C | Abschlusstabelle Gruppe C | Abschlusstabelle Gruppe C |
| Platz                     | Name                      | PP                        | SP                        | Pkte                      | Aufn.                     | GD                        | BED                       | HS                        |
| ------------------------- | ------------------------- | ------------------------- | ------------------------- | ------------------------- | ------------------------- | ------------------------- | ------------------------- | ------------------------- |
| 1                         | Pierre Soumagne           | 6                         | 6:0                       | 90                        | 113                       | 0,796                     | 1,034                     | 5                         |
| 2                         | Antonio Ortiz             | 4                         | 4:3                       | 90                        | 103                       | 0,873                     | 1,363                     | 9                         |
| 3                         | Ömer Karakurt             | 2                         | 2:5                       | 66                        | 144                       | 0,458                     | 0,532                     | 4                         |
| 4                         | Mathieu Boulaz            | 0                         | 2:6                       | 66                        | 165                       | 0,400                     | -                         | 4                         |

| Abschlusstabelle Gruppe D | Abschlusstabelle Gruppe D | Abschlusstabelle Gruppe D | Abschlusstabelle Gruppe D | Abschlusstabelle Gruppe D | Abschlusstabelle Gruppe D | Abschlusstabelle Gruppe D | Abschlusstabelle Gruppe D | Abschlusstabelle Gruppe D |
| Platz                     | Name                      | PP                        | SP                        | Pkte                      | Aufn.                     | GD                        | BED                       | HS                        |
| ------------------------- | ------------------------- | ------------------------- | ------------------------- | ------------------------- | ------------------------- | ------------------------- | ------------------------- | ------------------------- |
| 1                         | Cédric Melnytschenko      | 6                         | 6:0                       | 90                        | 118                       | 0,762                     | 0,882                     | 6                         |
| 2                         | Sameh Sidhom              | 4                         | 4:3                       | 97                        | 111                       | 0,873                     | 1,023                     | 8                         |
| 3                         | João Ferreira             | 2                         | 2:4                       | 75                        | 123                       | 0,609                     | 0,638                     | 4                         |
| 4                         | Markus Schuster           | 0                         | 1:6                       | 58                        | 120                       | 0,483                     | -                         | 4                         |

## Endrunde
|  | Viertelfinale Spiel auf zwei Gewinnsätze | Viertelfinale Spiel auf zwei Gewinnsätze | Viertelfinale Spiel auf zwei Gewinnsätze | Viertelfinale Spiel auf zwei Gewinnsätze | Viertelfinale Spiel auf zwei Gewinnsätze | Viertelfinale Spiel auf zwei Gewinnsätze |                |                      | Halbfinale Spiel auf zwei Gewinnsätze | Halbfinale Spiel auf zwei Gewinnsätze | Halbfinale Spiel auf zwei Gewinnsätze | Halbfinale Spiel auf zwei Gewinnsätze | Halbfinale Spiel auf zwei Gewinnsätze | Halbfinale Spiel auf zwei Gewinnsätze |      |      | Finale Spiel auf zwei Gewinnsätze | Finale Spiel auf zwei Gewinnsätze | Finale Spiel auf zwei Gewinnsätze | Finale Spiel auf zwei Gewinnsätze | Finale Spiel auf zwei Gewinnsätze | Finale Spiel auf zwei Gewinnsätze |
|  |                                          |                                          |                                          |                                          |                                          |                                          |                |                      |                                       |                                       |                                       |                                       |                                       |                                       |      |      |                                   |                                   |                                   |                                   |                                   |                                   |
|  |                                          | SP                                       | Pkt.                                     | Auf.                                     | ED                                       | HS                                       |                |                      |                                       |                                       |                                       |                                       |                                       |                                       |      |      |                                   |                                   |                                   |                                   |                                   |                                   |
|  |                                          | SP                                       | Pkt.                                     | Auf.                                     | ED                                       | HS                                       |                |                      |                                       |                                       |                                       |                                       |                                       |                                       |      |      |                                   |                                   |                                   |                                   |                                   |                                   |
|  | Javier Palazón                           | 2                                        | 30                                       | 19                                       | 1,578                                    | 8                                        |                |                      |                                       |                                       |                                       |                                       |                                       |                                       |      |      |                                   |                                   |                                   |                                   |                                   |                                   |
|  | Javier Palazón                           | 2                                        | 30                                       | 19                                       | 1,578                                    | 8                                        |                | SP                   | Pkt.                                  | Auf.                                  | ED                                    | HS                                    |                                       |                                       |      |      |                                   |                                   |                                   |                                   |                                   |                                   |
|  | Sameh Sidhom                             | 0                                        | 13                                       | 18                                       | 0,722                                    | 5                                        |                | SP                   | Pkt.                                  | Auf.                                  | ED                                    | HS                                    |                                       |                                       |      |      |                                   |                                   |                                   |                                   |                                   |                                   |
|  | Sameh Sidhom                             | 0                                        | 13                                       | 18                                       | 0,722                                    | 5                                        | Javier Palazón | 2                    | 43                                    | 39                                    | 1,102                                 | 7                                     |                                       |                                       |      |      |                                   |                                   |                                   |                                   |                                   |                                   |
|  |                                          | SP                                       | Pkt.                                     | Auf.                                     | ED                                       | HS                                       | Javier Palazón | 2                    | 43                                    | 39                                    | 1,102                                 | 7                                     |                                       |                                       |      |      |                                   |                                   |                                   |                                   |                                   |                                   |
|  |                                          | SP                                       | Pkt.                                     | Auf.                                     | ED                                       | HS                                       |                | Pierre Soumagne      | 1                                     | 29                                    | 39                                    | 0,743                                 | 5                                     |                                       |      |      |                                   |                                   |                                   |                                   |                                   |                                   |
|  | Pierre Soumagne                          | 2                                        | 44                                       | 41                                       | 1,073                                    | 9                                        |                | Pierre Soumagne      | 1                                     | 29                                    | 39                                    | 0,743                                 | 5                                     |                                       |      |      |                                   |                                   |                                   |                                   |                                   |                                   |
|  | Pierre Soumagne                          | 2                                        | 44                                       | 41                                       | 1,073                                    | 9                                        |                |                      |                                       |                                       |                                       |                                       |                                       | SP                                    | Pkt. | Auf. | ED                                | HS                                |                                   |                                   |                                   |                                   |
|  | Atif Güllü                               | 1                                        | 27                                       | 41                                       | 0,658                                    | 3                                        |                |                      |                                       |                                       |                                       |                                       |                                       | SP                                    | Pkt. | Auf. | ED                                | HS                                |                                   |                                   |                                   |                                   |
|  | Atif Güllü                               | 1                                        | 27                                       | 41                                       | 0,658                                    | 3                                        | Javier Palazón | 0                    | 17                                    | 16                                    | 1,062                                 | 3                                     |                                       |                                       |      |      |                                   |                                   |                                   |                                   |                                   |                                   |
|  |                                          | SP                                       | Pkt.                                     | Auf.                                     | ED                                       | HS                                       | Javier Palazón | 0                    | 17                                    | 16                                    | 1,062                                 | 3                                     |                                       |                                       |      |      |                                   |                                   |                                   |                                   |                                   |                                   |
|  |                                          | SP                                       | Pkt.                                     | Auf.                                     | ED                                       | HS                                       |                | Antonio Ortiz        | 2                                     | 30                                    | 17                                    | 1,764                                 | 9                                     |                                       |      |      |                                   |                                   |                                   |                                   |                                   |                                   |
|  | Kenny Miatton                            | 0                                        | 17                                       | 33                                       | 0,515                                    | 3                                        |                | Antonio Ortiz        | 2                                     | 30                                    | 17                                    | 1,764                                 | 9                                     |                                       |      |      |                                   |                                   |                                   |                                   |                                   |                                   |
|  | Kenny Miatton                            | 0                                        | 17                                       | 33                                       | 0,515                                    | 3                                        |                | SP                   | Pkt.                                  | Auf.                                  | ED                                    | HS                                    |                                       |                                       |      |      |                                   |                                   |                                   |                                   |                                   |                                   |
|  | Antonio Ortiz                            | 2                                        | 30                                       | 34                                       | 0,882                                    | 4                                        |                | SP                   | Pkt.                                  | Auf.                                  | ED                                    | HS                                    |                                       |                                       |      |      |                                   |                                   |                                   |                                   |                                   |                                   |
|  | Antonio Ortiz                            | 2                                        | 30                                       | 34                                       | 0,882                                    | 4                                        | Antonio Ortiz  | 2                    | 30                                    | 32                                    | 0,937                                 | 4                                     |                                       |                                       |      |      |                                   |                                   |                                   |                                   |                                   |                                   |
|  |                                          | SP                                       | Pkt.                                     | Auf.                                     | ED                                       | HS                                       | Antonio Ortiz  | 2                    | 30                                    | 32                                    | 0,937                                 | 4                                     |                                       |                                       |      |      |                                   |                                   |                                   |                                   |                                   |                                   |
|  |                                          | SP                                       | Pkt.                                     | Auf.                                     | ED                                       | HS                                       |                | Cédric Melnytschenko | 0                                     | 24                                    | 31                                    | 0,774                                 | 3                                     |                                       |      |      |                                   |                                   |                                   |                                   |                                   |                                   |
|  | Cédric Melnytschenko                     | 2                                        | 30                                       | 25                                       | 1,200                                    | 4                                        |                | Cédric Melnytschenko | 0                                     | 24                                    | 31                                    | 0,774                                 | 3                                     |                                       |      |      |                                   |                                   |                                   |                                   |                                   |                                   |
|  | Cédric Melnytschenko                     | 2                                        | 30                                       | 25                                       | 1,200                                    | 4                                        |                |                      |                                       |                                       |                                       |                                       |                                       |                                       |      |      |                                   |                                   |                                   |                                   |                                   |                                   |
|  | Kevin Adams                              | 0                                        | 23                                       | 24                                       | 0,958                                    | 3                                        |                |                      |                                       |                                       |                                       |                                       |                                       |                                       |      |      |                                   |                                   |                                   |                                   |                                   |                                   |
|  | Kevin Adams                              | 0                                        | 23                                       | 24                                       | 0,958                                    | 3                                        |                |                      |                                       |                                       |                                       |                                       |                                       |                                       |      |      |                                   |                                   |                                   |                                   |                                   |                                   |

Quellen:

## Abschlusstabelle
| MP    | Match Points (Sieger = 2; Unentschieden = 1; Verlierer = 0) |
| Pkte. | Erzielte Karambolagen                                       |
| Aufn. | Benötigte Versuche                                          |
| GD    | Generaldurchschnitt                                         |
| BED   | Bester Einzeldurchschnitt eines Spielers                    |
| HS    | Höchstserie                                                 |
|       | Bester GD des Turniers                                      |
|       | Bester ED des Turniers                                      |
|       | Beste HS des Turniers                                       |
|       | 1. Platz (Gold)                                             |
|       | 2. Platz (Silber)                                           |
|       | 3. Platz (Bronze)                                           |

| Endklassement              | Endklassement | Endklassement        | Endklassement | Endklassement | Endklassement | Endklassement | Endklassement | Endklassement | Endklassement |
| Phase                      | Platz         | Name                 | MP            | SV            | Pkt.          | Aufn.         | GD            | BED           | HS            |
| -------------------------- | ------------- | -------------------- | ------------- | ------------- | ------------- | ------------- | ------------- | ------------- | ------------- |
| Finale                     | 1             | Antonio Ortiz        | 10:2          | 10:3          | 180           | 186           | 0,967         | 1,764         | 9             |
| Finale                     | 2             | Javier Palazón       | 10:2          | 10:3          | 180           | 142           | 1,267         | 1,666         | 10            |
| Halb- finale               | 3             | Pierre Soumagne      | 8:2           | 9:3           | 163           | 193           | 0,844         | 1,073         | 6             |
| Halb- finale               | 3             | Cédric Melnytschenko | 8:2           | 8:2           | 144           | 174           | 0,827         | 1,200         | 6             |
| Viertel- finale            | 5             | Kenny Miatton        | 6:2           | 6:4           | 134           | 185           | 0,724         | 0,843         | 5             |
| Viertel- finale            | 6             | Atif Güllü           | 4:4           | 6:4           | 117           | 152           | 0,769         | 1,071         | 8             |
| Viertel- finale            | 7             | Kevin Adams          | 4:4           | 4:4           | 100           | 135           | 0,740         | 0,882         | 8             |
| Viertel- finale            | 8             | Sameh Sidhom         | 4:4           | 4:5           | 110           | 129           | 0,852         | 1,023         | 8             |
| Gruppen- phase             | 9             | Glenn Hofman         | 2             | 3:4           | 87            | 116           | 0,750         | 0,789         | 6             |
| Gruppen- phase             | 10            | João Ferreira        | 2             | 2:4           | 75            | 123           | 0,609         | 0,638         | 4             |
| Gruppen- phase             | 11            | Dennis Hoogakker     | 2             | 2:5           | 61            | 131           | 0,465         | 0,560         | 7             |
| Gruppen- phase             | 12            | Ömer Karakurt        | 2             | 2:5           | 66            | 144           | 0,458         | 0,532         | 4             |
| Gruppen- phase             | 13            | Mathieu Boulaz       | 0             | 2:6           | 66            | 165           | 0,400         | -             | 4             |
| Gruppen- phase             | 14            | Markus Schuster      | 0             | 1:6           | 58            | 120           | 0,483         | -             | 4             |
| Gruppen- phase             | 15            | Antonio Guadagnino   | 0             | 1:6           | 46            | 119           | 0,386         | -             | 3             |
| Gruppen- phase             | 16            | Vuk Brajovic         | 0             | 0:6           | 37            | 109           | 0,339         | -             | 3             |
| ohne Wertung               | 17            | Bryan Tempelers      | 0             | 0:8           | 73            | 209           | 0,349         | -             | 4             |
| Turnierdurchschnitt: 0,699 |               |                      |               |               |               |               |               |               |               |